# Bitwa pod Adairsville
Bitwa pod Adairsville – starcie zbrojne, które miało miejsce 17 maja 1864 w stanie Georgia w USA w trakcie wojny secesyjnej.

## Przed bitwą
Po bitwie pod Resaca (w dniach 13–15 maja), armia generała Johnstona wycofała się na południe, podczas gdy generał Sherman wraz ze swoją armią rozpoczął za nim pościg. Po nieudolnych próbach znalezienia dobrej pozycji obrony na południe od Calhoun w Georgii, Johnston zmierzał do Adairsville, zaś kawaleria konfederatów umiejętnie walczyła na tyłach, aby utrzymać generała Shermana z dala od Atlanty.

## Przebieg bitwy
Po drugiej stronie rzeki Oostanaula Johnston chciał skoncentrować się i nabrać Federację na kosztowny atak. Spodziewał się znaleźć korzystny teren w pobliżu Calhoun, ale nie udało mu się to i w nocy z 16 na 17 maja poprowadził konfederatów na południe w kierunku Adairsville. Sherman szedł za nim, dzieląc swoje siły na trzy kolumny. Było dużo potyczek wzdłuż całej trasy, ale główne siły nie były zaangażowane w te walki.
W Adairsville, Johnston ponownie spodziewał się znaleźć miejsce, w którym mógłby stoczyć bitwę, ale tutaj również teren nie nadawał się do obrony i dowódca konfederatów został zmuszony do kontynuowania odwrotu. Podczas wycofywania Johnston opracował strategię, która (jak miał nadzieję) doprowadzi do zniszczenia części sił Shermana. Były dwie drogi prowadzące na południe od Adairsville – jeden południe do Kingston, druga na południowy wschód do Cassville. Wydawało się prawdopodobne, że Sherman podzielił swoją armię, aby pójść obiema drogami. Dałoby to możliwość Johnstonowi, aby zaatakować tylko jedną kolumnę, zanim druga zdąży przyjść jej na pomoc.
Podczas gdy południowcy opuścili Adairsville w nocy z 17 na 18 maja, Johnston wysłał Korpus Williama J. Hardee’a do Kingston, zaś on sam wycofywał się do Cassville z resztą swojej armii. Miał nadzieję, że Sherman uwierzy, że większość konfederatów udała się do Kingston i skupi większość swoich sił właśnie tam. Hardee miał zatrzymać tam armię Unii, podczas gdy Johnston wraz z Leonidasem Polkiem i Johnem Hoodem zniszczą mniejsze oddziały Unii przy Cassville.
Sherman zareagował dokładnie według przewidywań Johnstona. Wysłał Jamesa B. McPhersona i większość armii George’a Thomasa w kierunku Kingston, zaś tylko Johna Schofielda i jeden oddział armii Thomasa drogą do Cassville. Rankiem 19 maja Johnston kazał Hoodowi maszerować wzdłuż wiejskiej drogi milę na wschód od drogi Adairsville-Cassville i uformować korpus do walki na zachód. Polk atakował czoło kolumny federalnej, a Hood miał zaatakować jej lewe skrzydło. Gdy Hood zajmował pozycję, zastał żołnierzy Północy na wschodzie. Było to wielkie zagrożenie, bo gdyby Hood ustawił się na zachód, to właśnie ci żołnierze byliby w stanie zaatakować odsłonięty bok i tył korpusu. Po krótkiej potyczce z Północą, Hood zarządził odwrót aby spotkać się z armią Polka. Johnston, uważając że szansa na wygranie walki minęła, kazał Hoodowi i Polkowi przejść do nowej linii obrony na wschód i południe od Cassville, gdzie dołączył do nich Hardee, wyparty z Kingston. Johnston uformował armię na grzbiecie i miał nadzieję, że Sherman zaatakuje 20 maja. Jak zwykle, dowódca Południa był przekonany, że odeprze atak wroga.
W nocy, Konfederaci wycofali się wzdłuż rzeki Etowah. Podczas odwrotu mieli mieszane uczucia. Stracili bardzo silną pozycję w Dalton, potem wycofywali się spod Resaca, Calhoun i Adairsville. Teraz znów wycofywali się pod osłoną nocy. Poprzedniego ranka podczas przygotowań do bitwy morale były wysokie. Teraz było gorzkie rozczarowanie. Mimo że morale odżyły w przeciągu kilku dni, wielu żołnierzy Południa nigdy więcej nie ufało aż tak w zdolności Johnstona.

## Kontrowersje
Tej nocy przywódcy Konfederacji zwołali radę wojenną. To, co wydarzyło się wtedy jest przedmiotem sporu. Według Johnstona, Polk i Hood poinformowali, że nie utrzymają pozycji i nalegali by wycofać wojska. Uważając, że obawy dowódców korpusów przeniosą się na żołnierzy, co osłabiłoby siłę armii, Johnston poddał się żądaniom, mimo tego, iż twierdził, że pozycje da się obronić. Według Hooda, którego wspomnienie tamtej nocy znacząco się różni od wersji Johnstona, on i Polk powiedzieli Johnstonowi, że wojsko nie przetrzyma ataku wroga, ale jest to dobra pozycja do zaatakowania Północy. Johnston nie chciał ryzykować walki ofensywnej i zdecydował odwrót wzdłuż rzeki Etowah. Niemożliwe jest rozstrzygnięcie tego sporu i dojście do prawdy, ale większość obecnie znanych faktów potwierdza wersję Hooda. Z pewności Johnston nie musiał brać pod uwagę opinii podwładnych, więc odpowiedzialność za porzucenie pozycji spoczywa na barkach dowódcy Południa.